# Lelita acmaea
Lelita acmaea är en fjärilsart som beskrevs av Clarke 1978. Lelita acmaea ingår i släktet Lelita och familjen praktmalar, Oecophoridae. Inga underarter finns listade i Catalogue of Life.